# Helen Thompson Gaige
Helen Beulah Thompson Gaige (Bad Axe, Michigan, 24 de noviembre de 1890-Gainesville, Florida, 24 de octubre de 1976), fue una zoóloga estadounidense dedicada al estudio de la ictiología y de la herpetología.

## Biografía

### Juventud
Hija de Elizabeth McDonald y de Charles E. Thompson, estudió en la Universidad de Míchigan, donde obtuvo el bachiller de artes (1909) y el maestrado de artes (1910). Fue asistente en el Museo de Zoología de la Universidad de Míchigan en 1910 bajo la tutela de Alexander Grant Ruthven (1882-1971). Siendo Grant director del museo, en 1913 le ofreció los programas de investigación en herpetología. En 1918 fue nombrada ayudante conservadora del departamento de reptiles y anfibios, y conservadora titular en 1923. Al no ser profesora, como Ruthven, hubo de supervisar a los estudiantes de manera extraoficial.
En 1913 se casó con Frederick McMahon Gaige (1890-1976), justo después de que este regresara de un viaje científico en las montañas de Santa Marta. Los esposos Gaige emprenderían juntos varios proyectos científicos.

### Madurez
En 1928 firmó con Ruthven, La herpetología de Michigan. A partir de 1930, después de conseguir que la sede de la "Sociedad americana de ictiología y herpetología" (ASIH) se trasladara a los locales de la Universidad de Míchigan, fue la responsable de la publicación de los artículos sobre los reptiles y los anfibios de la revista "Copeia" (Clark Hubbs, 1921-2008, se encargaría de la parte ictiológica). En 1937, la revista se transformó en un gran formato trimestral, convirtiéndose Helen en la redactora jefa, función que desempeñó hasta 1969. Gracias a su acción, Copeia se convirtió en el primer periódico herpetológico del mundo. Se retiró de su cargo en 1945 y fue reemplazada por uno de sus estudiantes Charles Frederic Walker (1904-1979).
Realizó numerosas expediciones científicas en Texas, Florida, Colorado, etc. Especialista en las ranas neotropicales, contribuyó en la organización de la zoología americana y en particular de la herpetología. Participó activamente en la ASIH, de la que se fue presidenta de honor en 1946. La ASIHE otorga una vez al año el "Premio Gaige", en honor su memoria.